# Diardia
Diardia is een geslacht van Phasmatodea uit de familie Diapheromeridae. De wetenschappelijke naam van dit geslacht is voor het eerst geldig gepubliceerd in 1908 door Redtenbacher.

## Soorten
Het geslacht Diardia omvat de volgende soorten:
- Diardia battak Redtenbacher, 1908
- Diardia dentata Redtenbacher, 1908
- Diardia diardi (Haan, 1842)
- Diardia gracilitarsis Redtenbacher, 1908
- Diardia modesta Redtenbacher, 1908
- Diardia palliata Redtenbacher, 1908
- Diardia reductipennis Redtenbacher, 1908
- Diardia relicta Redtenbacher, 1908